# 海口軌道交通
海口軌道交通（かいこうきどうこうつう、中文表記: 海口轨道交通、英文表記: Haikou Rail Transit）は、中国海口市の公営交通。

## 概要
2013年の海口市交通計画《海口市交通规划》によると、短期計画では、1環1横2縦(環状線1路線、東西方向に1路線、南北方向に2路線)の4本路線が計画されている。既に設備が完成した海南東環鉄道海口～美蘭間以外に、1号線がライトレールで建設中、2号線、3号線は長期計画路線であり、地下鉄として建設予定である。

## 沿革
- 2011年10月20日 海口市第12次5ヵ年計画期間総合交通運輸発展計画《海口市“十二五”期间综合交通运输发展规划》が市の常務会議を通過する。

## 路線
■1号線：32駅。新海港碼頭駅-白沙門公園駅
海口市を東西に結ぶ路線で、西は海口駅から東は新埠橋までを結ぶ全長24.67kmのライトレール路線である。2014年上半期に着工、2015年末に開通予定だった。一期工事は、新海港碼頭から長椰路、浜海大道、長堤路、人民大道を通り白沙門公園に至る区間である。通過する主要道路は、浜海大道、長堤路、海甸一路、新埠島道路、江東大道など。

### 計画中
■2号線
新埠島から白龍片区を経由し、府城で海南東環鉄道の新海口駅と交差した後、金盤、薬谷工業区を経て雷瓊世界地質公園（海口園区）へ至る。通過する主要道路は、海韻路、白龍路、鳳翔路、白水塘路。
■3号線
江東片区と水城片区を接続する路線。通過する主要道路は、瓊山大道、機場北路。

## 車輌
- 1号線は超低床電車を導入予定。